# Soukous
Ne doit pas être confondu avec le peuple des Sukus.
 (septembre 2019).
Si vous disposez d'ouvrages ou d'articles de référence ou si vous connaissez des sites web de qualité traitant du thème abordé ici, merci de compléter l'article en donnant les références utiles à sa vérifiabilité et en les liant à la section « Notes et références ».

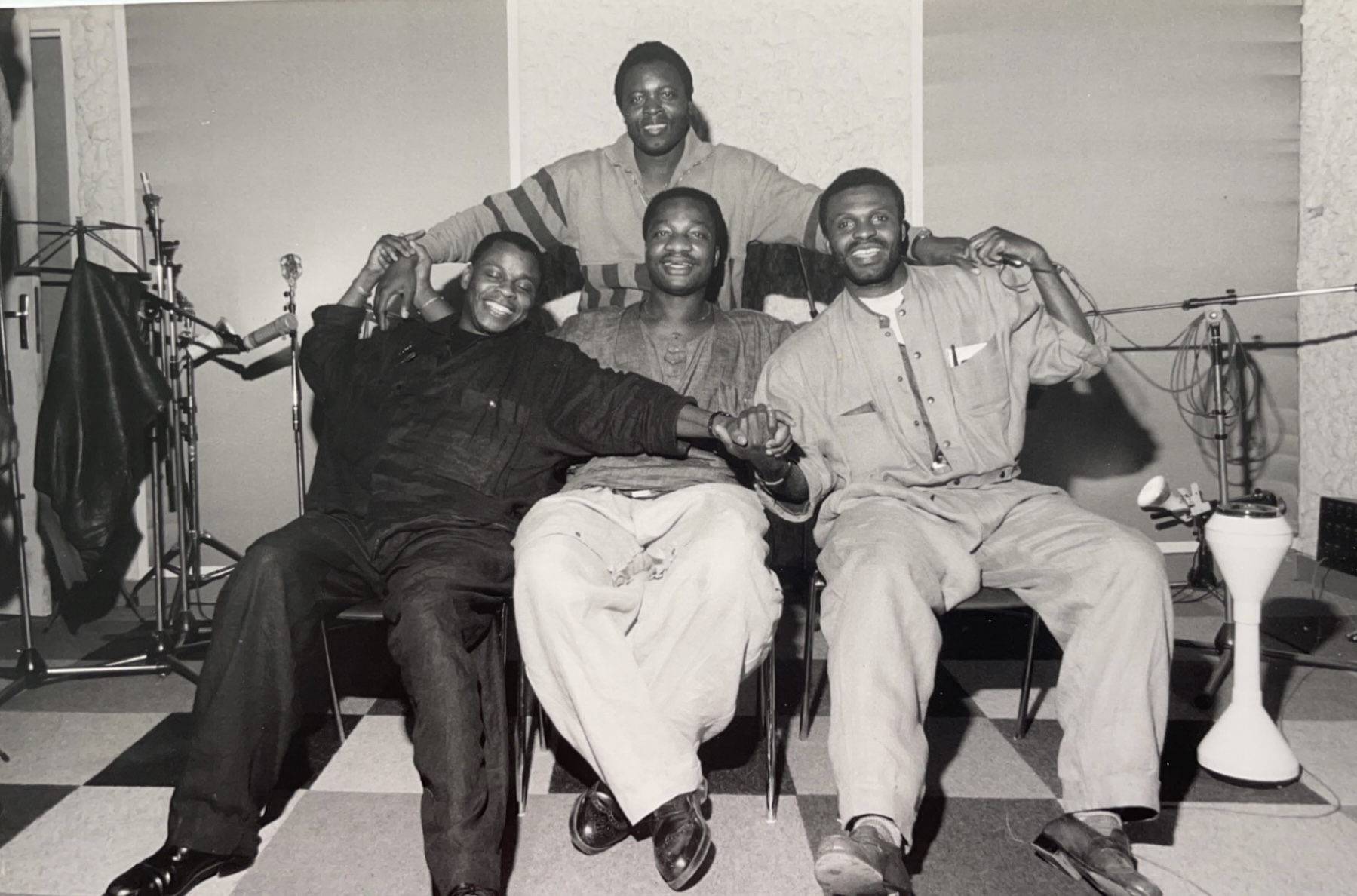
Le groupe Loketo issu de la République du Congo.

Le soukous (parfois écrit soukouss ou sukus,) est un genre musical originaire de la République du Congo et de la République démocratique du Congo. Dérivé de la rumba congolaise, il est devenu populaire à partir des années 1960.

## Historique
La musique congolaise connait une grande notoriété avec l'arrivée de musiciens d'Europe qui initient certains artistes aux guitares, aux cuivres, aux orgues, par le biais du jazz. Dès 1936, on assiste à la création des premiers orchestres utilisant des instruments à vent, cuivres et flûtes émergent, ainsi que les musiciens qui martèlent la grosse caisse. Les artistes, après avoir exploité les musiques d'importation, vont se tourner vers la rumba cubaine, puis différents courants musicaux fusionnés vont donner la rumba congolaise. Ainsi, en 1966, apparaît un nouveau courant dérivé de la rumba congolaise : le soukous, grâce à l'orchestre Sinza Kotoko.
En 1966, Sinza Kotoko pose les fondations d’un nouveau genre musical : le soukous. Cette variante de la rumba, caractérisée par son rythme saccadé et enlevé, puise son inspiration dans la partie dansante de cette dernière, le sebene, et les musiques de fêtes traditionnelles. Contrairement à la rumba classique, où les morceaux alternent entre un tempo lent et une partie plus dansante, le soukous met l’accent sur l’énergie et le mouvement dès les premières notes. La guitare solo imite souvent les percussions, notamment le tam-tam, créant une ambiance festive et universelle, qui séduit toutes les générations. Ce genre devient rapidement un pilier des mariages, des malakis (fêtes populaires) et des cérémonies.
Dans les années 1970, le soukous connaît une véritable explosion créative. Sinza Kotoko inspire une nouvelle génération de musiciens à Brazzaville. Des orchestres amateurs comme Ndimbola Lokolé d’Aurlus Mabélé et de Mav Cacharel ou Super Tembessa voient le jour dans les quartiers populaires. Ces groupes adoptent et adaptent la formule du soukous, favorisant des compositions rythmées qui exaltent les danseurs.

## Particularité
Le soukous est un style d'exécution du sébéne (sw). Le mot « sébéne » vient de la déformation du mot anglais seven, et signifie « accord de septième », dans le jargon musical congolais ; il marque le changement de rythme caractérisant l'ancienne rumba congolaise. C'est une longue exécution instrumentale avec une prestation improvisée de guitare.
Le soukous a marqué tout le continent africain et a influencé de nombreuses musiques urbaines, telles que le makossa et plusieurs styles d'Afrique centrale, occidentale ou australe. Il est aussi très écouté en Colombie sur la côte caribéenne (Carthagène des Indes, Barranquilla et  Santa Marta) sous le nom de champeta africana.

## Personnalités notables[7]
- Abeti Masikini
- Adou Elenga
- Antoine Moundanda
- Aurlus Mabélé[8]
- Awilo Longomba
- Ben Nyamabo
- Bozi Boziana
- Choc Stars
- Dally Kimoko
- Defao
- Diblo Dibala (en)
- Dindo Yogo
- Docteur Nico
- Empire Bakuba
- Evoloko Jocker
- Extra Musica
- Fally Ipupa
- Félix Wazekwa
- Ferre Gola
- Franco Luambo, leader du groupe TP OK Jazz
- Grand Kallé, leader du groupe Le Grand Kallé et l'African Jazz
- JB Mpiana
- Jocelyne Labylle
- Josky Kiambukuta
- Kanda Bongo Man
- Kintueni Yombe
- King Kester Emeneya
- Koffi Olomidé
- Kasaloo Kyanga
- Loketo
- Mbilia Bel
- Madilu System
- Mav Cacharel
- Meiway
- Mose Se Sengo
- Monique Séka
- Nyboma
- Oliver N'Goma
- Orchestra Makassy
- Papa Wemba
- Pepe Kalle
- Quartier Latin International
- Les Quatre Étoiles
- Remmy Ongala
- Rigo Star[9]
- Roga-Roga
- Sam Fan Thomas
- Sam Mangwana
- Samba Mapangala, leader de l'Orchestra Virunga
- Tabu Ley Rochereau, leader du groupe African Fiesta
- Tchico Tchicaya
- TP OK Jazz
- Tresor Mvoula
- Trio Madjesi
- Tshala Muana
- Viva La Musica
- Wendo Kolosoy, a.k.a. Papa Wendo
- Wenge Musica
- Werrason
- Yondo Sister
- Zaïko Langa Langa